# Rebelia Żelaznej Gwardii
Rebelia Żelaznej Gwardii, także rebelia Legionistów – przeprowadzony w dniach 21–23 stycznia 1941 roku nieudany pucz faszystowskiej Żelaznej Gwardii przeciwko rządzącemu w Rumunii gen. Ionowi Antonescu.
W czasie spotkania z Adolfem Hitlerem gen. Antonescu uzyskał, w zamian za deklarację przystąpienia do planowanej wojny z ZSRR, obietnicę poparcia Niemiec dla swojego rządu w rozprawie z wewnętrzną, radykalną opozycją. Cztery dni później Antonescu zablokował zapoczątkowany przez Żelazną Gwardię program wywłaszczenia Żydów, na co Gwardia odpowiedziała oskarżeniem Antonescu o bycie agentem „żydo-masonerii”.
Pucz rozpoczął się w dniu 21 stycznia 1941 roku od prób opanowania centralnych instytucji państwa, w tym przejęcia dowództwa nad armią, a także urzędów na prowincji. Puczyści opanowali m.in. Ministerstwo Sprawiedliwości, Archiwum Państwowe, Bank Narodowy i gmach poczty głównej, jednak niepowodzeniem skończył się m.in. atak na siedzibę radia. Puczyści byli bliscy sukcesu, gdyż przez pewien czas Antonescu był oblężony w swojej rezydencji i odwróciła się od niego część armii.
Generalnie jednak rumuńskie wojsko stanęło po stronie dotychczasowych władz i następnego dnia przystąpiło do tłumienia buntów i aresztowania puczystów. Pucz załamał się 23 stycznia, gdy do Bukaresztu wkroczyły wojska niemieckie, udzielając poparcia gen. Antonescu. Przywódca puczu Horia Sima zbiegł jednak do Niemiec, gdzie znalazł się pod ochroną Heinricha Himmlera, a ok. 200 członków Żelaznej Gwardii zginęło lub zostało straconych. 
Równocześnie z rozpoczęciem puczu, bojówki Żelaznej Gwardii rozpoczęły pogrom Żydów, których populacja tylko w Bukareszcie wynosiła ok. 100 tys. ludzi. Do pogromów przyłączyli się studenci, księża i inni cywile, a w efekcie którego zginęło ponad 120 Żydów i spalona została synagoga Cahal Grande. Mimo iż pogromów dopuścili się puczyści, ich porażka nie oznaczała poprawy sytuacji Żydów. Po uspokojeniu sytuacji, Antonescu zintensyfikował represje wobec mniejszości narodowych, m.in. wprowadzając pracę przymusową wobec Żydów. 
Oficjalnie w trzydniowych zajściach zginęło 416 osób, w tym 120 Żydów i 70 żołnierzy, a także Legioniści. Dzięki pokonaniu puczystów Antonescu umocnił swoją pozycję i wprowadził jednoosobowe rządy. 